# Nicolai Stokholm
Nicolai Stokholm, född 1 april 1976 i Regstrup, är en dansk före detta fotbollsspelare.

## Klubbkarriär
Stokholm värvades vintern 2008/2009 till FC Nordsjælland från Viking FK. 

## Landslagskarriär
Stokholm gjorde sin debut i det danska landslaget i mars 2006, när Danmark vann mot Israel med 1–0.